# Franziskanerkloster St. Bernhardin (Kempten)

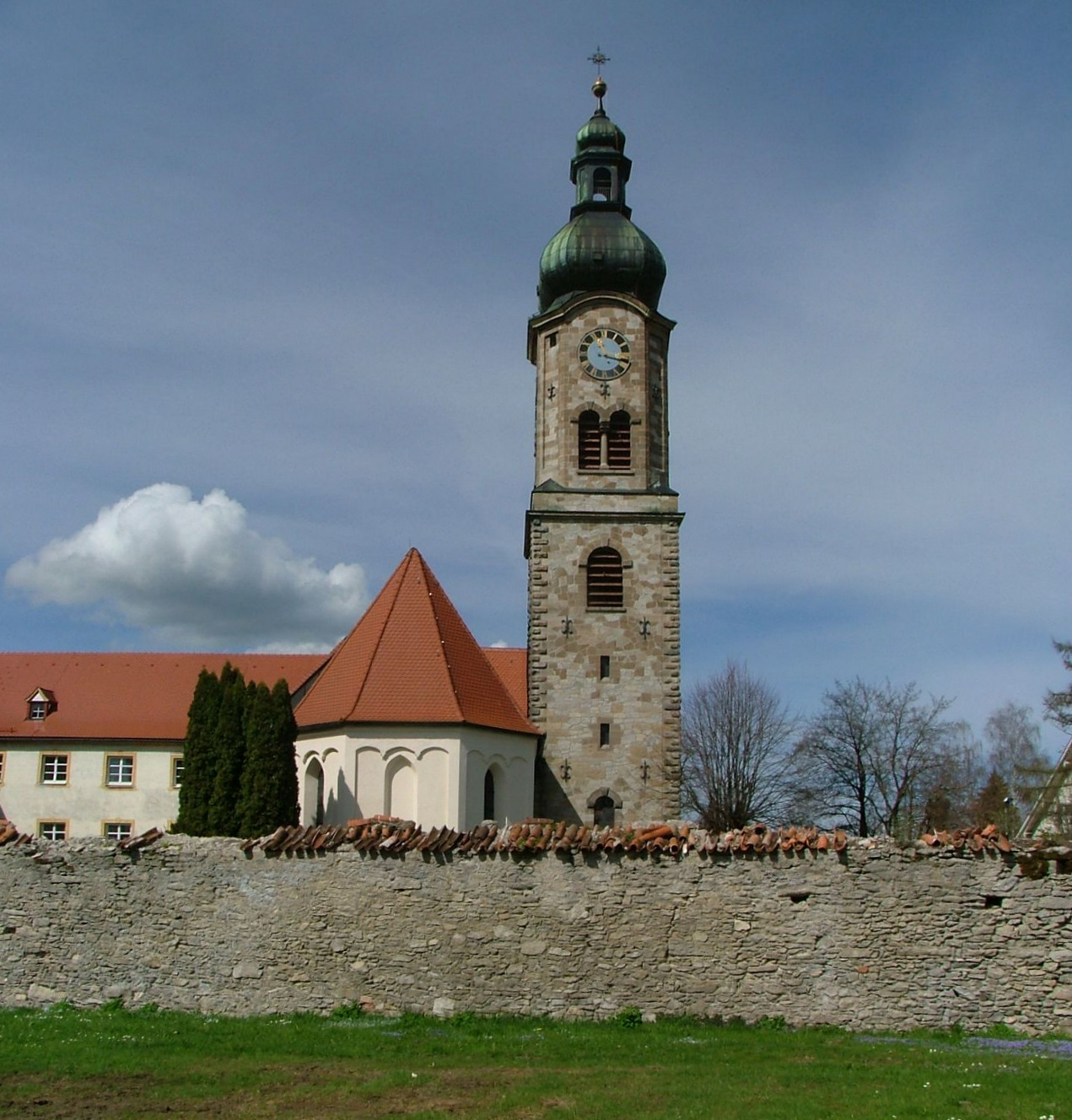
Kloster St. Bernhardin und Pfarrkirche St. Magnus in Lenzfried

Das Franziskanerkloster St. Bernhardin ist ein ehemaliges Kloster der Franziskaner-Observanten in Lenzfried, einem Stadtteil von Kempten (Allgäu). Das 1461 gegründete Kloster ist dem heiligen Bernhardin von Siena geweiht. Auf der anderen Straßenseite befindet sich das Franziskanerinnenkloster St. Anna.

## Geschichte
1458 brachte der Stadtpfarrer Leonhard Märklin den Gedanken an die Errichtung eines franziskanischen Konvents auf, der bald von fünf Ordensbrüdern besiedelt wurde. Schnell wurde der Orden in der Bevölkerung beliebt. Im Jahr 1461 erwarb Ulrich Rist, ein Kaplan zu St. Stephan, einen Gutshof in Lenzfried zum Bau eines Franziskanerklosters, das zur Oberdeutschen oder Straßburger Ordensprovinz (Provincia Argentina) gehörte. 1466 wurde die erste Klosterkirche und der Konvent vom Weihbischof von Augsburg dem heiligen Bernhardin geweiht.
Wegen der Unruhen des Schmalkaldischen und Deutschen Bauernkriegs wurden die Franziskaner 1548 vom Kloster abgezogen. Von da an lebten bis 1643 aus der Reichsstadt geflohene Franziskanerinnen in dem Konventsgebäude. 1649 zog wieder ein Franziskanerkonvent mit zwölf Brüdern in die alten Klostergebäude ein. Die Ordensbrüder wirkten nun seelsorgerisch in der Pfarrei. Im gleichen Jahr zogen die Franziskanerinnen, die sich kurze Zeit mit den Brüdern das Gebäude teilten, in das Franziskanerinnenklosters St. Anna gegenüber.
Im Jahr 1663 wurden in der Klosterkirche  drei neue Altäre geweiht. Ein Umbau zu einer Dreiflügelanlage wurde 1683 von Hans Mayer errichtet. Ein neuer Hochaltar wurde 1748 von Kloster Lechfeld erworben. In den Jahren 1765/67 wurde das Kloster unter Joseph Galler neu errichtet. Das Kloster wurde 1805 im Zuge der Säkularisation endgültig aufgelassen. Kirche und Klosteranlage blieben erhalten. Die Klosterkirche St. Magnus wurde Pfarrkirche, in die früheren Klostergebäude zog der Pfarrhof und 1814 ein Lazarett ein, später eine Schule. In den Jahren 1892/93 erhielt die Kirche einen Kirchturm, erbaut von Hugo Höfl. Seit 2002 besteht mit der Nachbarpfarrei St. Ulrich eine Pfarreigemeinschaft.

## Beschreibung

### Klosteranlage
Das dreigeschossige Klostergebäude ist eine schlichte Anlage; sie besteht aus einem an die Kirche angefügten Dreiflügelbau und einem nach Süden anschließenden Trakt. Im 19. Jahrhundert wurden die Gebäude zum Teil verändert. Die Klostermauer auf der Ostseite stammt aus dem 18. Jahrhundert.

### Kloster- und Pfarrkirche St. Magnus
Die katholische Pfarrkirche ist ein im Kern spätgotischer Saalbau mit einem polygonalen Chorabschluss und quadratischem Turm. Sie wurde 1463 bis 1466 errichtet und 1683 umgebaut. 1688 wurde die Josephskapelle dem Hauptbau angeschlossen. Eine Besonderheit der Kirche ist die zweigeschössige Empore.